# جان بيير بيكولو
جان بيير بيكولو (بالفرنسية: Jean-Pierre Bekolo)‏ (مواليد 8 يونيو 1966، ياوندي) هو مخرج أفلام كاميروني، يعتبر أحد أشهر صانعي الأفلام في الكاميرون.

## التعليم
- درس الفيزياء في جامعة ياوندي
- درس في المعهد الوطني للسمعي البصري في فرنسا، تحت إشراف كريستيان ميتز.

## جوائز ومهرجانات
- 1993: جائزة المعهد البريطاني للسينما عن فيلم (Quartier Mozart).
- 1997: عرض فيلم (Le Complot d'Aristotle) في مهرجان صندانس السينمائي.
- 2005: عرض فيلم (Les Saignantes) لأول مرة في مهرجان تورونتو السينمائي الدولي .

## التدريس
درّس صناعة الأفلام في الأماكن التالية:
- 1998: جامعة فرجينيا للتقنية
- 2001: جامعة ولاية كارولينا الشمالية في تشابل هيل
- 2003: جامعة ديوك

## روابط خارجية
- جان بيير بيكولو على موقع IMDb (الإنجليزية)
- جان بيير بيكولو على موقع ألو سيني (الفرنسية)
- جان بيير بيكولو على موقع أول موفي (الإنجليزية)
- جان بيير بيكولو على موقع قاعدة بيانات الأفلام السويدية (السويدية)
- جان بيير بيكولو على موقع قاعدة بيانات الفيلم (الإنجليزية)
- جان بيير بيكولو على موقع كينوبويسك (الروسية)